# Alnesbourn Priory
Alnesbourn Priory var en civil parish 1858–1934 när det uppgick i Nacton och Ipswich, i distriktet East Suffolk i grevskapet Suffolk i England. Parish är belägen 4 km från Ipswich. Parish hade 36 invånare år 1931. Byn nämndes i Domedagsboken (Domesday Book) år 1086, och kallades då Alvesbrunna.